# Columnea erythrophylla
Columnea erythrophylla är en tvåhjärtbladig växtart som beskrevs av Johannes von Hanstein. Columnea erythrophylla ingår i släktet Columnea och familjen Gesneriaceae. Inga underarter finns listade i Catalogue of Life.